# Richland (Washington)
Richland es una ciudad ubicada en el condado de Benton, en el estado estadounidense de Washington. En el año 2000 tenía una población de 38 708 habitantes y una densidad poblacional de 429 personas por km². Se encuentra a orillas del río Columbia, poco antes de su confluencia con el río Snake.

## Geografía
Richland se encuentra ubicada en las coordenadas 46°16′47″N 119°16′53″O / 46.27972, -119.28139.

## Demografía
Según la Oficina del Censo en 2000 los ingresos medios por hogar en la localidad eran de $53.092, y los ingresos medios por familia eran $61.482. Los hombres tenían unos ingresos medios de $52.648 frente a los $30.472 para las mujeres. La renta per cápita para la localidad era de $25.494. Alrededor del 8,2% de la población estaba por debajo del umbral de pobreza.